# Heteropogon
Genre
Classification phylogénétique
Heteropogon est un genre de six espèces de la famille des Poaceae (Graminées).
Ce sont des plantes annuelles ou vivaces de 20 à 200 centimètres de haut.
Son nom vient du grec hetero, différent et pogon, barbe.
La principale espèce est Heteropogon contortus.

## Espèces
- Heteropogon contortus (L.) Roem. & Schult
- Heteropogon hirtus
- Heteropogon melanocarpus
- Heteropogon pubescens
- Heteropogon secundus
- Heteropogon triticeus